# Вулиця Вадима Пугачова
Вулиця Вадима Пугачова — одна з найдовших вулиць Кременчука. Протяжність близько 3800 метрів. До 31 травня 2016 року називалася Московською.

## Розташування
Вулиця розташована в центрально-північній частині міста. Має ламану форму, є продовженням провулка Медового, починається з перехрестя з пров. Будівельного     та  прямує спочатку на північний захід, а потім на південний захід (більша частина), де входить у вул. Бетонну.
Проходить крізь такі вулиці (з початку вулиці до кінця):
- Гастелло вулиця
- Партизанська вулиця
- Гетьмана Полуботка
- Зої Космодем`янської вулиця
- Котляревського вулиця
- Лесі Українки провулок
- Лебедина вулиця
- Ватутіна вулиця
- просп. Свободи
- Героїв УПА
- Київська
- пров. Княжий
- Миру
- Руднична вулиця
- Хорольська
- Солдатський вулиця (відгалужується вліво пішохідною доріжкою закінчення вулиці)

## Опис
Початкова частина вулиці розташована на околиці міста, відіграє важливе транспортне значення.

## Походження назви
Вулиця названа на честь Вадима Володимировича Пугачова — українського військовика, кавалера ордену «За мужність» III ст. (посмертно), що загинув 16 травня 2015 року близько 15:15 поблизу міста Щастя від шести кульових поранень, отриманих під час бойового зіткнення з російською диверсійно-розвідувальною групою, під час якого були затримані російські військовослужбовці Євген Єрофєєв та Олександр Александров.

## Будівлі та об'єкти
- Буд. № 14 — Вище ПТУ № 7[1].